# من کی هستم (فیلم ۲۰۱۴)
من کی هستم (به انگلیسی: Who Am I) فیلمی محصول سال ۲۰۱۴ و به کارگردانی باران بو اودار است. در این فیلم بازیگرانی همچون تام شیلینگ، الیاس مبارک، هانا هرتسشپرونگ، ووتان ویلکه مورینگ، ترینه دورهلم و لئونارد کارو ایفای نقش کرده‌اند.